# Solitude, Dominance, Tragedy
Solitude, Dominance, Tragedy – drugi album studyjny szwedzkiego zespołu Evergrey.

## Lista utworów
1. „Solitude Within” - 5:32
2. „Nosferatu” - 5:39
3. „The Shocking Truth” - 4:34
4. „A Scattered Me” - 4:16
5. „She Speaks to the Dead” - 4:57
6. „When Darkness Falls” - 4:50
7. „Words Mean Nothing” - 4:11
8. „Damnation” - 3:50
9. „The Corey Curse” - 5:21

## Twórcy
- Tom S. Englund – śpiew, gitara
- Daniel Nojd – gitara basowa, śpiew
- Dan Bronell – gitara
- Patrick Carlsson – instrumenty perkusyjne

### Goście
- Carina Kjellberg – śpiew (żeński), aranżacja chóru
- Erik Ask – harfa
- Stuart Wyatt – skrzypce
- Mercury Choir - chór